# Премія Американського інституту кіномистецтва (2013)
9 грудня 2013 року Американський інститут кіномистецтва оголосив 10 найкращих фільмів та 10 найкращих телевізійних програм за 2013 рік. Найкращих обирало журі з експертів інституту, до якого увійшли кінознавці, критики та артисти. Урочиста церемонія відбулась 10 січня 2014 року в Лос-Анджелесі.

## 10 найкращих фільмів
- 12 років рабства / 12 Years a Slave
- Американська афера / American Hustle
- Вовк з Уолл-стріт / The Wolf of Wall Street
- Вона / Her
- Всередині Л'юіна Девіса / Inside Llewyn Davis
- Гравітація / Gravity
- Капітан Філліпс / Captain Phillips
- Небраска / Nebraska
- Станція «Фрутвейл» / Fruitvale Station
- Порятунок містера Бенкса / Saving Mr. Banks

## 10 найкращих телевізійних програм
- Американці / The Americans
- Божевільні / Mad Men
- Віце-президент / Veep
- Гарна дружина / The Good Wife
- Гра престолів / Game of Thrones
- Картковий будинок / House of Cards
- Майстри сексу / Masters of Sex
- Помаранчевий — хіт сезону / Orange is the New Black
- Пуститися берега / Breaking Bad
- Скандал / Scandal